# امپراتریس جینگو
امپراتریس جینگو (انگلیسی: Empress Jingu) پانزدهمین امپراتور ژاپن بود. او در سال‌های ۲۶۹–۲۰۱ میلادی، پس از مرگ همسرش امپراتور چوای تا زمان امپراتوری پسرش امپراتور اوجین بر ژاپن فرمان راند. یک امپراتور ژاپنی افسانه بود که پس از مرگ امپراتور چوآی در سال ۲۰۰ پس از میلاد به عنوان نایب‌السلطنه حکومت کرد. هر دو کتاب کوجیکی و نیهون شوکی (که در مجموع به عنوان «کیکی» شناخته می‌شوند) رویدادهایی را که در طول عمر ادعایی جینگو رخ داده‌اند، ثبت می‌کنند. افسانه‌ها می‌گویند که او پس از انتقام گرفتن از افرادی که شوهرش را به قتل رساندند، سپس توجه خود را به «سرزمین موعود» معطوف کرد؛ بنابراین مورخان از نظر تهاجم ادعایی او به کره (کشور)، جینگو را پادشاهی بحث‌برانگیز می‌دانند.

## روایت افسانه‌ای

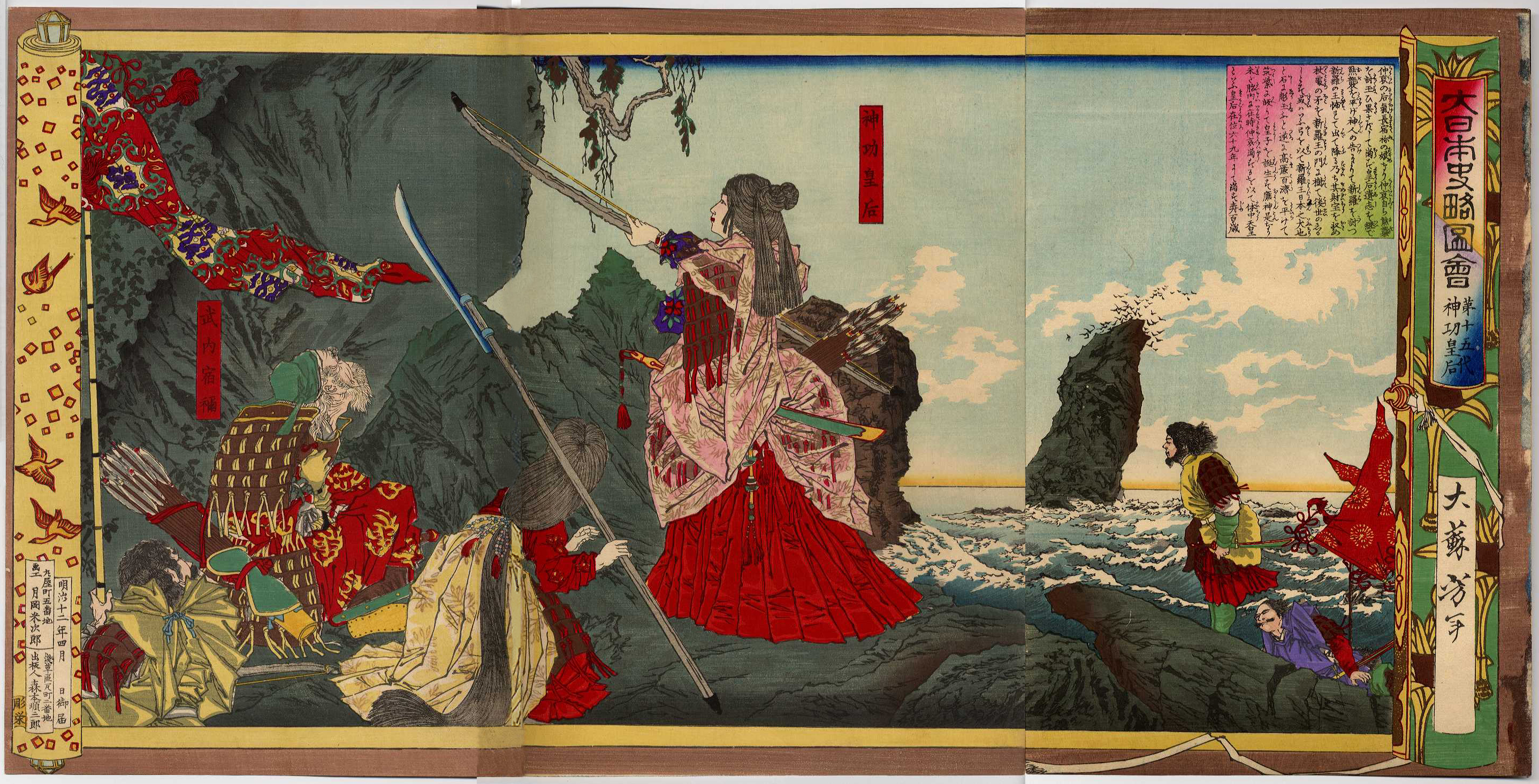
امپراتریس جینگو,چاپ چوبی توسط تسوکیئوکا تسوکی‌اوکا یوشی‌توشی (۱۸۸۰)

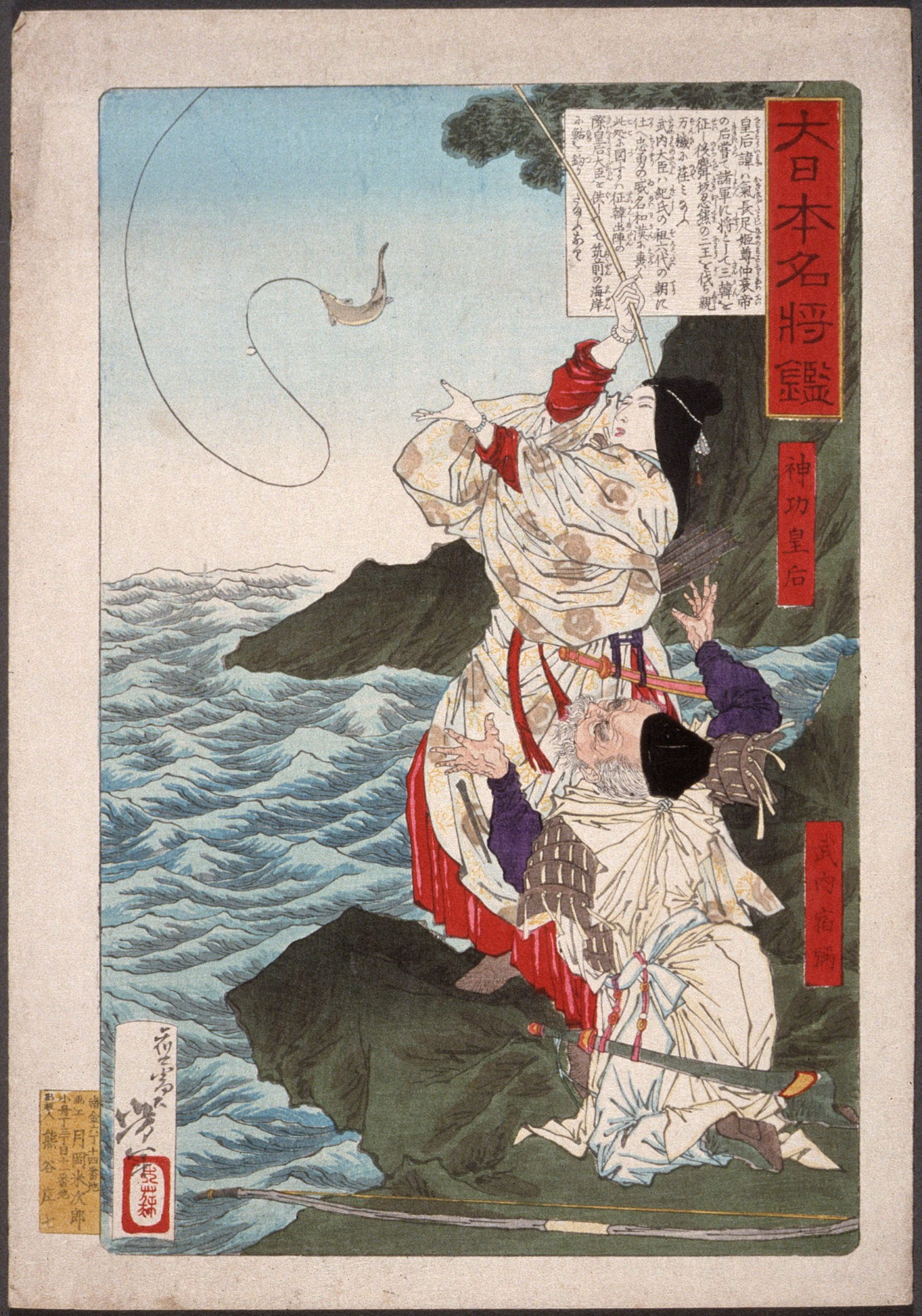
امپراتریس جینگو و تاکنوشی نو سوکون ماهیگیری در چیکوزن

ژاپنی‌ها به‌طور سنتی وجود تاریخی این نایب‌السلطنه را پذیرفته‌اند و در حال حاضر مقبره ای (میساساگی) برای جینگو نگهداری می‌شود. اطلاعات موجود زیر از شبه‌تاریخ کوجیکی و نیهون شوکی گرفته شده است که در مجموع به عنوان Kiki (記紀) یا تواریخ ژاپنی شناخته شده‌اند.. این وقایع نگاری شامل افسانه‌ها و اسطوره‌ها و همچنین حقایق تاریخی بالقوه است که از آن زمان تاکنون اغراق‌آمیز و/یا تحریف شده‌اند. بر اساس برون یابی از اساطیر، نام تولد جینگو Okinaga-Tarashi (息長帯比売) بود، او در سال ۱۶۹ پس از میلاد به دنیا آمد. پدرش Okinaganosukune (息長宿禰王) و مادرش Kazurakinotakanuka-hime (葛城高額媛) نام داشت. مادرش به دلیل اینکه از نوادگان آمه‌نوهیبوکو (天日槍)، یک شاهزاده افسانه‌ای کره، شهرت دارد (با وجود این واقعیت که اعتقاد بر این است که آمنوهیبوکو بین قرن‌های سوم و چهارم پس از میلاد به ژاپن نقل مکان کرده است. حداقل ۱۰۰ سال پس از سال تولد برون یابی نوه او جینگو). در برهه‌ای از زمان او با تاراشیناکاهیکو (یا تاراشیناکاتسوهیکو)، که بعداً به نام امپراتور چوآی شناخته شد، ازدواج کرد و تحت مجموعه‌ای از حوادث مورد مناقشه برای او یک فرزند به دنیا آورد. جینگو در دوران سلطنت چوایی تا زمان مرگ او در سال ۲۰۰ پس از میلاد به عنوان «همسر ملکه» خدمت می‌کرد.
امپراتور چوآی در سال ۲۰۰ پس از میلاد با کشته شدن مستقیم یا غیرمستقیم در نبرد توسط نیروهای شورشی درگذشت. سپس اوکیناگاتاراشی-هیمه نو میکوتو خشم خود را بر شورشیانی معطوف کرد که آنها را برای انتقام شکست داد. او ارتشی را در تهاجم به «سرزمین موعود» رهبری کرد (گاهی به عنوان سرزمین‌هایی در سرزمین موعود تعبیر می‌شود. کره (کشور))، و پس از سه سال پیروز به ژاپن بازگشت.
هنگام بازگشت به ژاپن، نزدیک بود کشتی غرق شود، اما به لطف دعای واتسومی توانست زنده بماند و برای احترام به او زیارتگاه ساخت. زیارتگاه ایکاسوری و زیارتگاه ایکوتا و  معبد واتاتسومی نیز در همان زمان توسط ملکه ساخته شد. او سپس تخت پادشاهی ژاپن را به عنوان ملکه جینگو صعود کرد، و افسانه ادامه می‌دهد که او پسرش را با مرگ چوآی حامله شد آبستن شد اما فرزندش تا سه سال متولد نشده بود ادامه می‌یابد.
طبق یک منبع خاص، ملکه جینگو در حالی که از امپراتور اوجین باردار بود با خدا آزومی-نو-ایسوره رابطه جنسی داشت، پس از آن پسرش از رحم او به او گفت که این امر قابل قبول است، و سپس آزومی-نو-ایسوره به او جواهرات جزر و مد را اهدا کرد و بعداً جینگو سنگی را به شکم خود بست تا تولد پسرش را به تأخیر بیندازد. پس از آن سه سال او پسری به دنیا آورد که نامش را «هاموتاواکه» گذاشت.
روایت امپراتور جینگو در حال حمله و تسخیر کره (کشور) به دلیل فقدان کامل شواهد و دخالت هر دو دیدگاه ژاپنی و کره‌ای جنجال‌برانگیز در نظر گرفته می‌شود و قابل بحث است. به نقل از Nihon Shoki، پادشاه پادشاهی بکجه در سال ۲۵۳ پس از میلاد به جینگو شمشیر هفت شاخه هدیه داد.
ملکه جینگو تا زمان مرگش در سال ۲۶۹ در ۱۰۰ سالگی فرمانروای دفاکتو (در عمل) بود. دیدگاه سنتی مدرن این است که پسر چوآی (هوموتاواکه) بعد از اینکه جینگو به عنوان یک نایب‌السلطنه عمل کرد، امپراتور اوجین بعدی شد. او در این دوره بالفعل حاکم بود. (دفاکتو)
تاکنوشی نو سوکون در مقام وزیر امپراتریس جینگو، شبه‌جزیره کُره را به اشغال امپراتوری ژاپن درآورد.